# Lomma (gemeente)
Lomma is een Zweedse gemeente in Skåne. De gemeente behoort tot de provincie Skåne län. Ze heeft een totale oppervlakte van 90,7 km² en telde 18.595 inwoners in 2004.

## Plaatsen
| # | Plaats         | Inwoneraantal |
| - | -------------- | ------------- |
| 1 | Lomma (plaats) | 8 820         |
| 2 | Bjärred        | 8 663         |
| 3 | Flädie         | 230           |
| 4 | Fjelie         | 134           |
| 5 | Alnarp         | 75            |

Ängelholm · Åstorp · Båstad · Bjuv · Bromölla · Burlöv · Eslöv · Hässleholm · Helsingborg · Höganäs · Höör · Hörby · Kävlinge · Klippan · Kristianstad · Landskrona · Lomma · Lund · Malmö · Örkelljunga · Osby · Östra Göinge · Perstorp · Simrishamn · Sjöbo · Skurup · Staffanstorp · Svalöv · Svedala · Tomelilla · Trelleborg · Vellinge · Ystad